# Jean Helleu (peintre)
Pour les articles homonymes, voir Jean Helleu et Helleu.
Jean Pierre Paul Helleu est un peintre, aquarelliste et designer né à Paris 16e le 29 novembre 1894 et mort à Garches le 29 septembre 1985.
Il a travaillé sur les flacons et emballages pour les marques Coty, Bourjois et Chanel, et signe ses œuvres peintes « Helleu-Guérin », « Jean Helleu » ou « J. Helleu ».

## Biographie

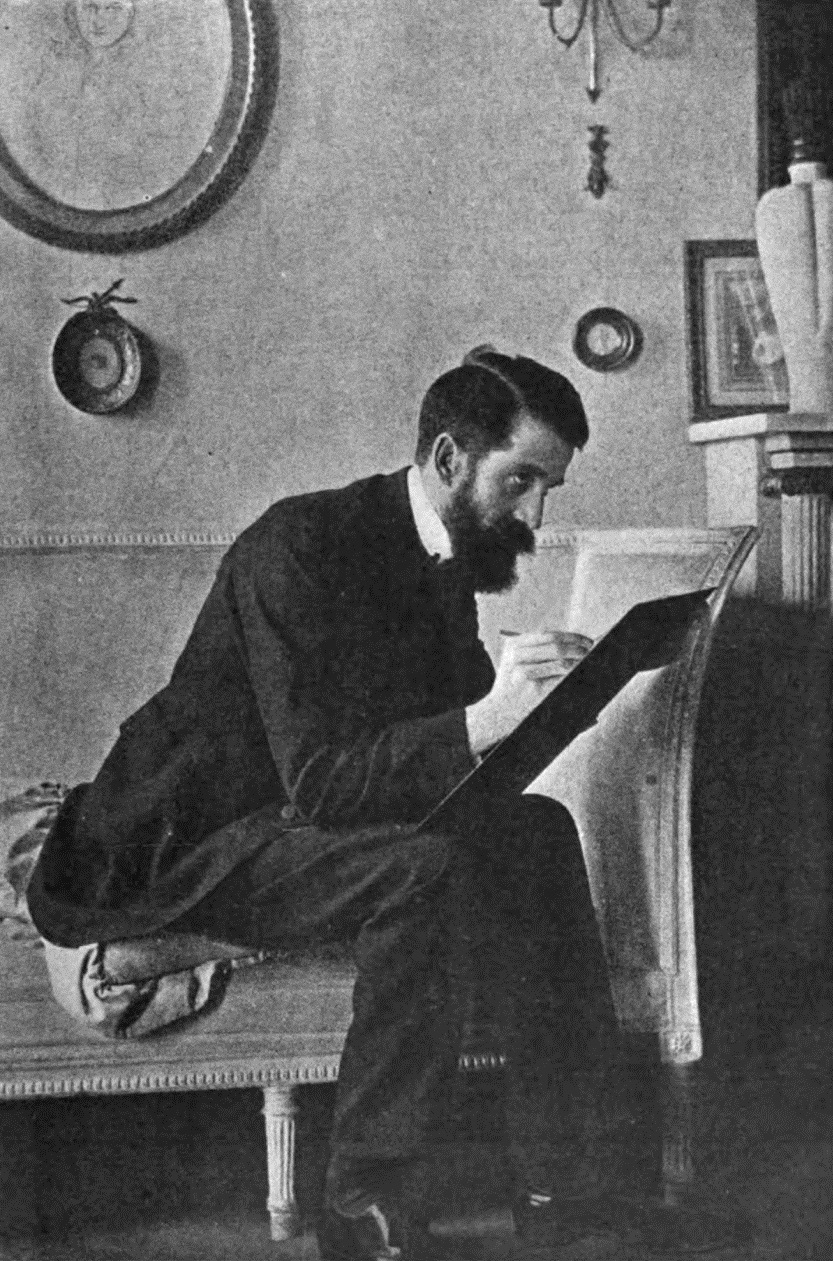
Paul César Helleu

Jean Helleu est le deuxième des quatre enfants nés du mariage, le 28 juillet 1886, du peintre Paul César Helleu (1859-1927) et de celle qui fut son modèle dès l'âge de 14 ans, la poétesse Alice Louis-Guérin (vers 1870-avril 1933). D'une éducation mondaine, entouré de trois sœurs, l'enfant voit son père, peintre de l'élégance féminine du début du XXe siècle, fréquenter Giovanni Boldini, Robert de Montesquiou et Marcel Proust, rendre régulièrement visite à Claude Monet. Jean Helleu est le frère d'Ellen Helleu (1887-vers 1942), l'aînée qui épouse Émile Orosdi en 1911 et dont Paul César a peint et gravé de nombreux portraits, d'une petite Alice Helleu morte en juin 1898 à l'âge de dix-huit mois et de Paulette Howard-Johnston (1905-2009) connue comme modèle du sculpteur Paul Troubetzkoy et inspiratrice du personnage d'Albertine Simonet dans À la recherche du temps perdu de Proust ; elle est la donatrice de la collection Helleu au musée Bonnat-Helleu de Bayonne.
La prédilection de Jean Helleu pour le thème marin, outre l'admiration qu'il porte à Johan Barthold Jongkind, vient naturellement de ce que, fréquentant avec ferveur les champs de courses et les régates, Paul César Helleu  — propriétaire de quatre yachts — se rend régulièrement avec épouse et enfants à Deauville et Trouville-sur-Mer et, par extension, à Honfleur, voire à Dieppe, dans le Cotentin — des toiles de Jean Helleu sont situées Cosqueville —, à Cowes dans l'île de Wight, à Jersey ou sur les côtes de Bretagne. Dans sa jeunesse, Jean Helleu est ainsi représenté tant dans la part intimiste de l'appartement familial de l'avenue Bugeaud (Jean Helleu assis par terre dessinant, pointe-sèche de 1902, Jean Helleu en costume marin à sa table de travail, dessin de 1904, musée Bonnat-Helleu) que dans la part marine de l'œuvre de son père (Madame Helleu et Jean Helleu en bateau, huile sur toile, vers 1915-1916, collection Philippe Marette). Une toile de l'ami Jacques-Émile Blanche, Le petit Jean, fils du peintre Paul César Helleu (1897, musée des beaux-arts de Rouen), fait toujours débat aujourd'hui quant à sa localisation à Deauville-Trouville ou à Offranville, près de Dieppe.
En 1912 à Deauville, Paul César Helleu tombe sous le charme d'un visage qu'il dessine et qu'il titre La Jolie Modiste. Il s'agit d'une jeune couturière encore inconnue qui vient d'y ouvrir un magasin et avec qui Jean Helleu, mais il ne le sait pas encore, va beaucoup travailler. Elle se nomme Gabrielle Chanel.

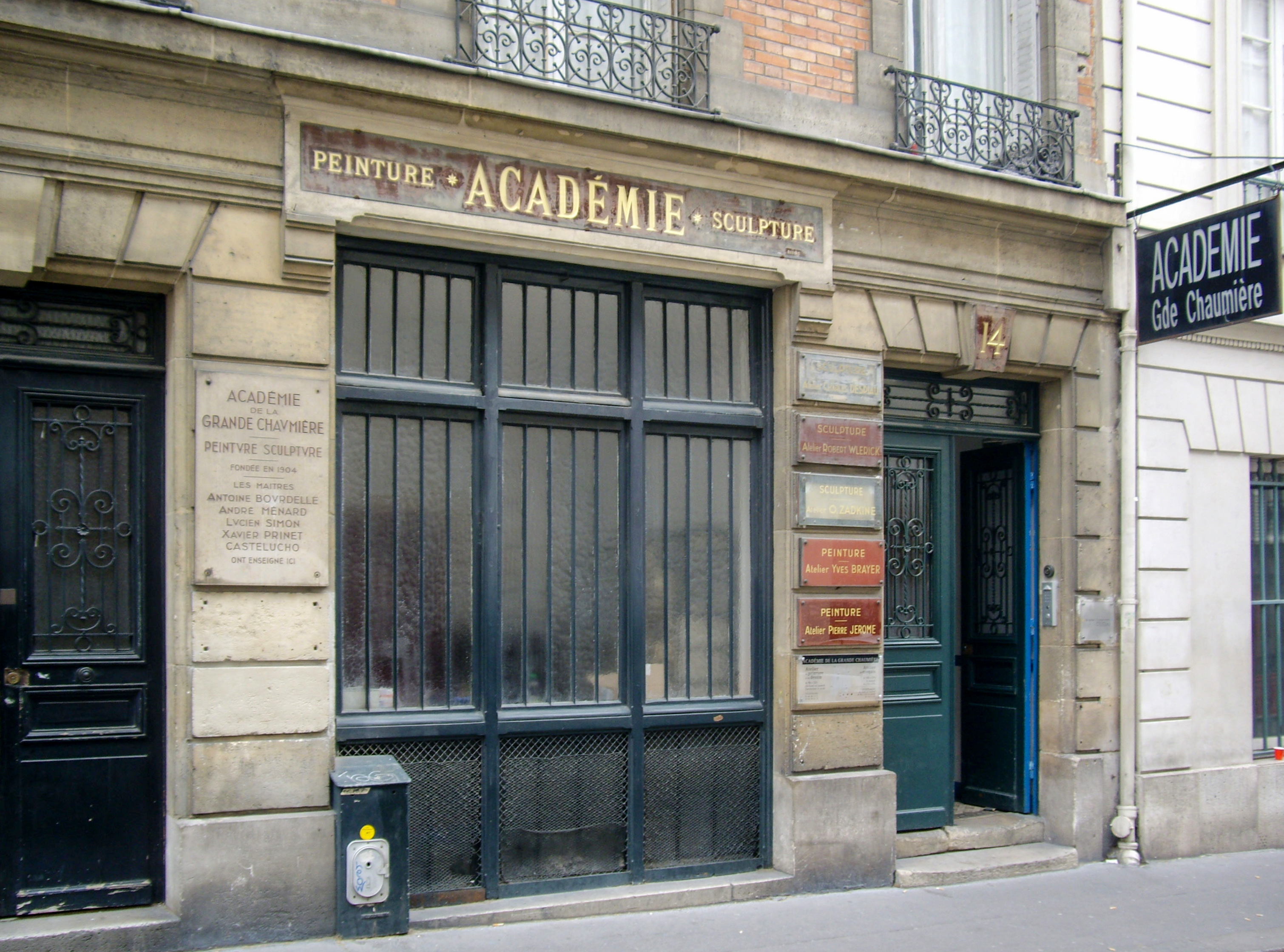
Académie de la Grande Chaumière, Paris

Après des études à Paris à l'École nationale supérieure des beaux-arts et à l'Académie de la Grande Chaumière, après également sa première exposition personnelle à la galerie A. Decour en décembre 1922 — « Il y a donc un charmant peintre qui se nomme Jean Helleu qui expose une centaine de petits panneaux et quelques croquis à la gamme délicate, sobre et cependant chatoyante » écrit le critique d'art Arsène Alexandre dans les colonnes du Figaro —, Jean Helleu se marie le 27 novembre 1924 avec Françoise Baignères, fille de James Baignères et de Madame née Duglé. L'union conforte le rangement de Jean Helleu dans le monde proustien : James Baignères et son frère, le peintre Paul Baignères, furent eux aussi proches amis de Marcel Proust. Leur père Arthur Baignères (1834-1913) fut écrivain et critique d'art, leur mère Charlotte Baignères-Borel et leur tante Laure Baignères (1840-1918) tinrent toutes deux leur salon littéraire.
À partir de cette décennie 1920, parallèlement à son activité picturale, Jean Helleu qui avait déjà créé vers 1910 le décor des emballages de la boite de poudre de François Coty et la première affiche publicitaire des parfums Coty travaille, pour la famille Wertheimer, associée financièrement à Émile Orosdi, beau-frère de Jean Helleu), comme designer de flacons et emballages pour les marques Bourjois et Chanel On lui attribue notamment la création du flacon Art déco bleu nuit Soir de Paris, du flacon Cuir de Russie, de même que l'évolution du flacon carré No 5) où il est rejoint en 1956 par son fils Jacques (1938-2007). Ses tableaux (Le Yacht de la famille Helleu à Cherbourg, 1946) portent témoignage d'une vie, selon les usages familiaux qui furent toujours les siens, en partage entre la capitale et le yachting normand.

## Expositions

### Expositions personnelles
- Première exposition des œuvres de Jean Helleu, galeries A. Decour, 26 bis rue François-Ier, Paris, décembre 1922[23].
- Galerie Eugène Druet, Paris, mars-avril 1926.
- Galerie Charpentier, faubourg Saint-Honoré, Paris, février 1928[24], février 1929.
- Galerie Peltier, 21, avenue de Friedland, Paris, novembre 1943.
- Galerie Tedesco, 21, avenue de Friedland, Paris, novembre 1945, juin 1946, novembre 1948.

### Expositions collectives
- Salon des Tuileries, participations non datées[25].
- Salon de la Marine, musée national de la Marine, palais de Chaillot, 1949, 1950, 1953 (Honfleur), décembre 1957-janvier 1958 (Régates à Meulan), décembre 1958-janvier 1959 (Coupe de l'America 1958), décembre 1959-janvier 1960 (Sur la jetée), 1966 (Départ de la Jeanne et Gros temps à Deauville), 1968 (Régates à Deauville).

## Réception critique
- « Le fils d'Helleu prolonge l'enseignement des Monet, Sisley et Pissarro, sans chercher à imiter ses maîtres de prédilection, mais aussi sans diminuer l'influence qu'ils ont sur lui. Ce qui est de premier ordre,[…] ce qu'il faut louer avant tout,[…] c'est son souci de rendre l'atmosphère, de traduire ses chatoiements, ses variations infinies, de ne pas synthétiser, schématiser […] Il tient le flambeau que les aînés lui ont remis » - L'Intransigeant[26].
- « Il est toujours difficile d'être le fils d'un artiste célèbre et de rivaliser avec son père. Jean Helleu y parvient, et sans prendre le contre-pied de la tradition paternelle. On retrouve dans ses paysages délicats les qualités de finesse que manifestaient ces marines et ces pastels, que la vogue de Helleu graveur a fait, bien à tort, oublier. » - François Fosca[24]
- « Jean Helleu n'est point de ceux qui soumettent au public leurs balbutiements. Ayant, par raison de famille et par goût personnel, pratiqué très jeune la peinture à côté d'activités différentes, il a attendu pour produire ses ouvrages qu'ils lui en paraissent dignes. » - Pierre du Colombier[27]
- « Jean Helleu conjugue le marin et l'artiste sous l'influence de l'aventure à deux faces, mer et peinture. La mer, il l'observe, l'éprouve, mieux encore, la respire. D'instinct, il saisit les signes de ce vocabulaire permettant au navigateur d'être en communication directe avec le ciel et l'eau qui souvent se confondent en effaçant l'horizon. Là où la Seine poursuit son cours invisible, mais saisissable, un long temps dans la Manche, sous le jour perlé des estuaires, Jean Helleu peint le plus souvent. Il remonte quelquefois vers Étretat dont il tire de nouveaux partis en dépit des claires toiles impressionnistes de naguère et celles de ses confrères immédiats. » - Jean Chabanon[28]
- « Des toiles de bon ton pour un peintre officiel de la marine qui, à l'exemple de son père Paul Helleu, décrit plus volontiers les charmes de l'océan que ses drames. » - Gérald Schurr[29]
- « Des paysages maritimes, il a souvent choisi les ports et leur vive activité, les plages. Ses notations sont gaies. On dirait qu'il est plus attiré par la féerie lumineuse de la mer que par la majesté de l'élément lui-même. » - Dictionnaire Bénézit[25]
- « L'artiste est inspiré par Claude Monet, Camille Pissarro, Alfred Sisley ou encore Johan Barthold Jongkind, qu'il admire particulièrement : de belles influences qui le façonnent sans l'enfermer, me semble-t-il, J'appécie la structure de ses œuvres, ses jeux de perspective et son sens de la couleur. La mer, il l'observe, l'éprouve et la respire, tout communique et circule. Il se dégage de ses vues maritimes - ports, plages ou falaises - une forme de légèreté, de joie même. L'artiste semble plus attiré par les charmes des bords de mer que par les drames de l'océan. Il nous propose des échappées belles, rafraîchissantes ! » - Bertrand de Miollis[30]

## Distinction
- Peintre officiel de la Marine, 1945[25].

## Collections publiques

### France
- Bayonne, musée Bonnat-Helleu :
  - treize dessins de jeunesse ;
  - Portraits de Paul César, Alice et Ellen Helleu ;
  - académies féminines.
- Paris :
  - Assemblée nationale.
  - musée d'Orsay : Régates, huile sur toile[31].

### États-Unis
- Houston, , musée des Beaux-Arts : flacon Soir de Paris, 1928[32].